# 미사키정 (오사카부)
미사키정(일본어: 岬町)은 일본 오사카부 남서부 센난군의 정이다.

## 지리
오사카부 최남단에 위치하고 배후에 이즈미산맥을 바라본다. 오사카만에 접하고 아와지섬을 마주보며 예로부터 기이국과 아와지국, 시코쿠를 건너는 난카이도 교통의 요충지였다.

### 인접한 자치체
- 한난시
- 와카야마현 와카야마시

## 역사
- 1889년 4월 1일 - 정촌제 시행으로 히네군 단노와촌, 후케촌, 교시촌, 다나가와촌이 성립하였다.
- 1896년 4월 1일 - 센난군이 성립하였다.
- 1943년 2월 11일 - 센난군 후케촌이 정으로 승격해 센난군 후케정이 되었다.
- 1943년 3월 10일 - 센난군 다나가와촌이 정으로 승격해 센난군 다나가와정이 되었다.
- 1955년 4월 1일 - 센난군 후케정, 다나가와정, 단노와촌, 교시촌이 합병해 센난군 미사키정이 탄생하였다.

## 교통

### 철도
- 난카이 전기 철도
  - 본선
  - 다나가와선

### 도로
- 국도 26호선